# Pachycymbiola brasiliana
Pachycymbiola brasiliana is een slakkensoort uit de familie van de Volutidae. De wetenschappelijke naam van de soort werd in 1811 als Voluta brasiliana gepubliceerd door Jean-Baptiste de Lamarck.